# Бу (Верхняя Сона)
Бу (фр. Boult) — коммуна во Франции, находится в регионе Франш-Конте. Департамент — Верхняя Сона. Входит в состав кантона Рьоз. Округ коммуны — Везуль.
Код INSEE коммуны — 70085.

## География
Коммуна расположена приблизительно в 320 км к юго-востоку от Парижа, в 16 км севернее Безансона, в 30 км к юго-западу от Везуля.
На юге коммуны протекает река Туноль (фр. Tounolle).

## Население
Население коммуны на 2010 год составляло 543 человека.
| 1962 | 1968 | 1975 | 1982 | 1990 | 1999 | 2010 |
| ---- | ---- | ---- | ---- | ---- | ---- | ---- |
| 325  | 317  | 334  | 336  | 348  | 421  | 543  |

## Администрация
| Период | Период | Фамилия       | Партия | Примечания |
| ------ | ------ | ------------- | ------ | ---------- |
| 2001   | 2004   | Робер Жанжан  |        |            |
| 2004   | 2014   | Доминик Гиген |        |            |

## Экономика
В 2010 году среди 337 человек трудоспособного возраста (15—64 лет) 279 были экономически активными, 58 — неактивными (показатель активности — 82,8 %, в 1999 году было 70,0 %). Из 279 активных жителей работали 256 человек (132 мужчины и 124 женщины), безработных было 23 (8 мужчин и 15 женщин). Среди 58 неактивных 24 человека были учениками или студентами, 22 — пенсионерами, 12 были неактивными по другим причинам.

## Достопримечательности
- Церковь Св. Маврикия (1723—1728 годы). Исторический памятник с 2009 года[3]
- Замок Бу (1745 год). Исторический памятник с 1998 года[4]
- Гранд-фонтан (Большой фонтан; 1820 год). Исторический памятник с 1996 года[5]

## Фотогалерея

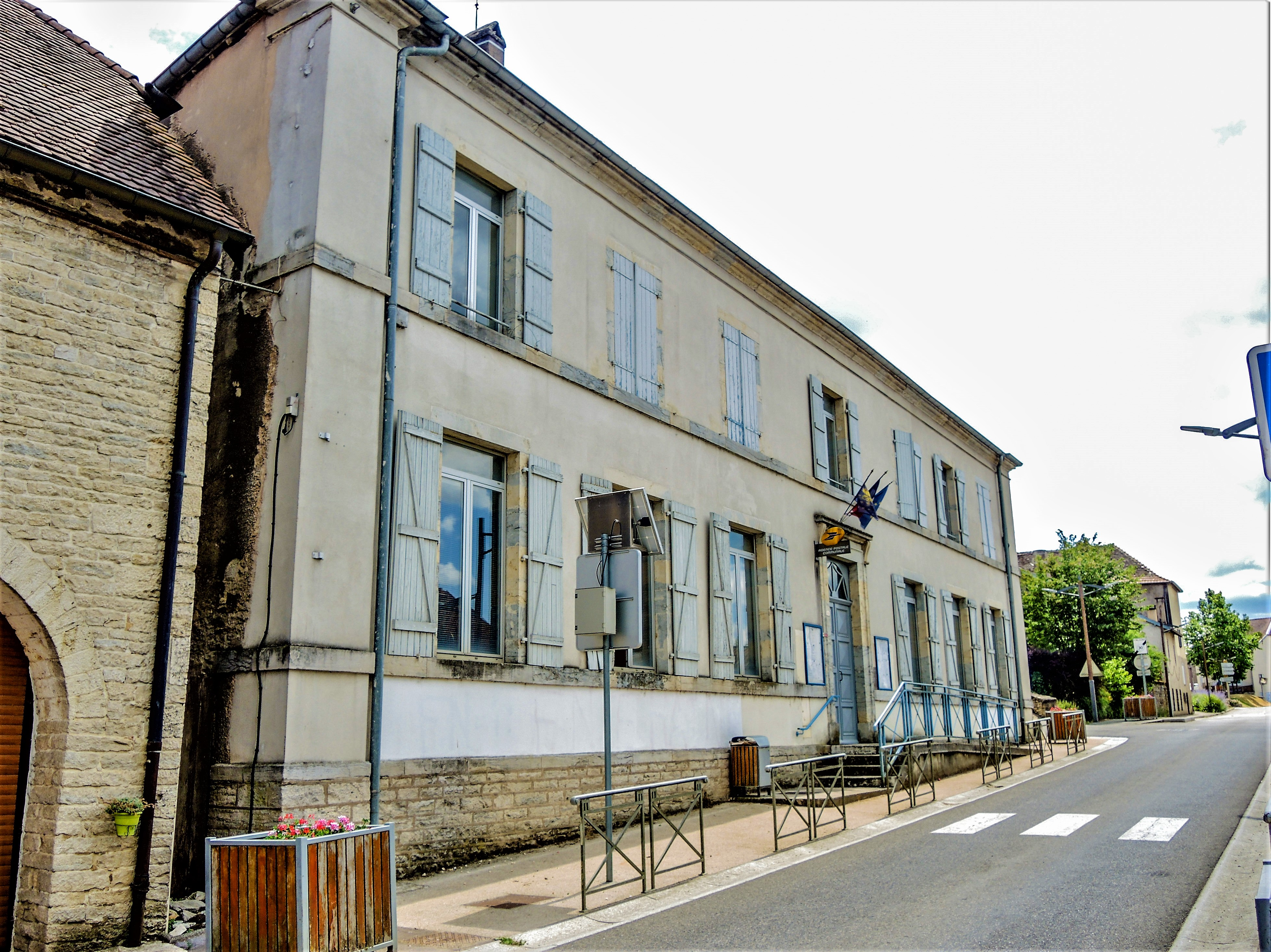
Мэрия
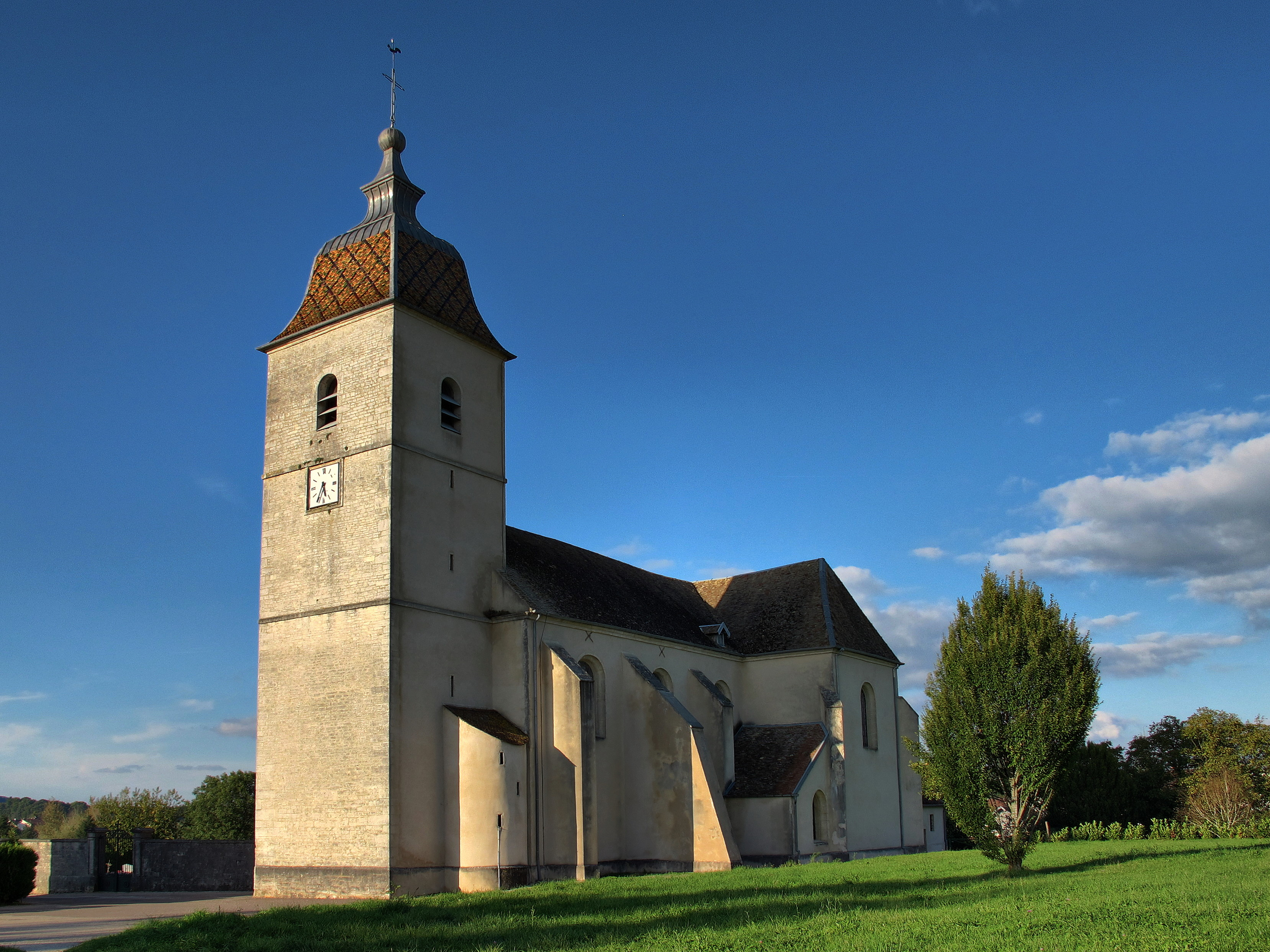
Церковь Св. Маврикия
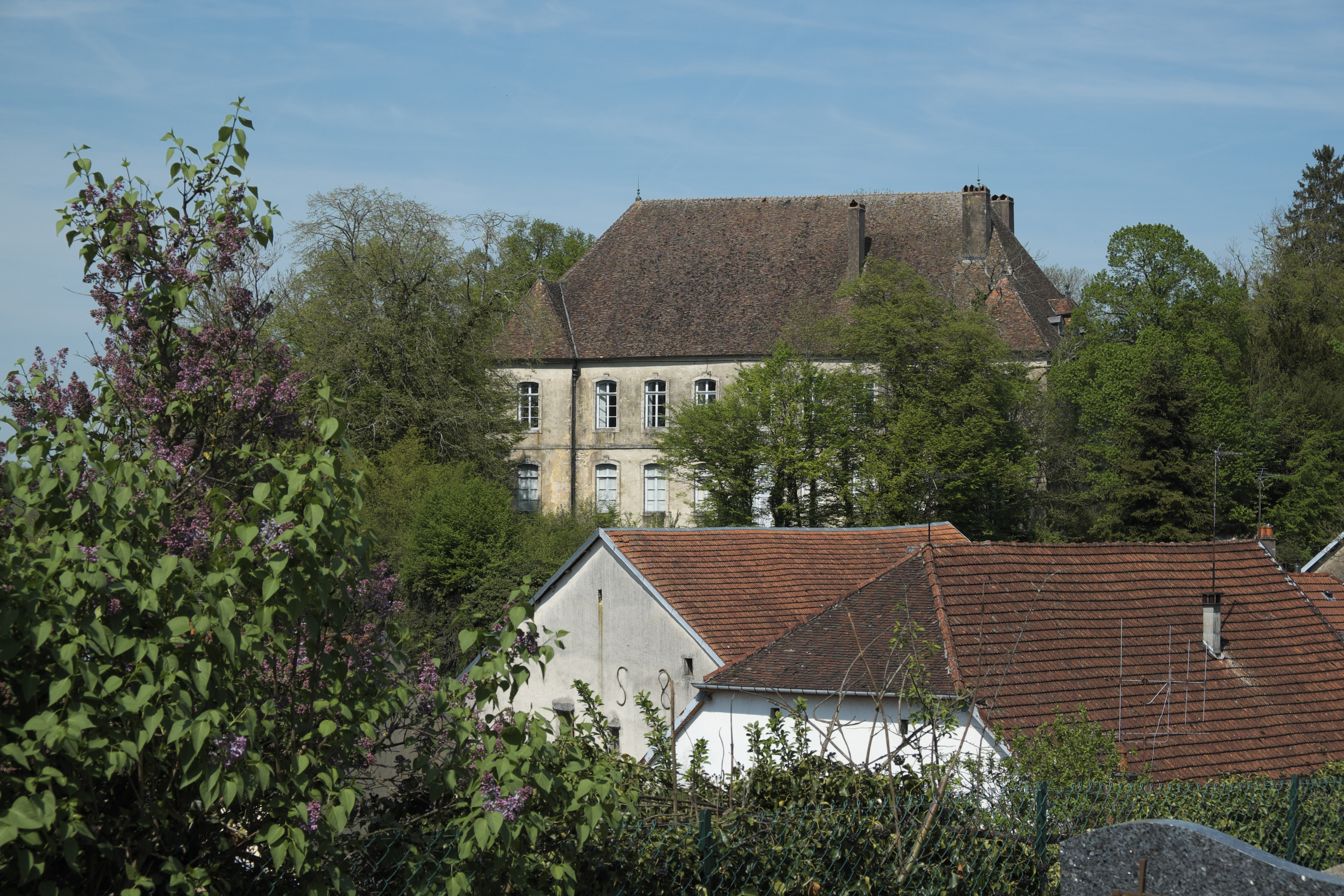
Замок Бу
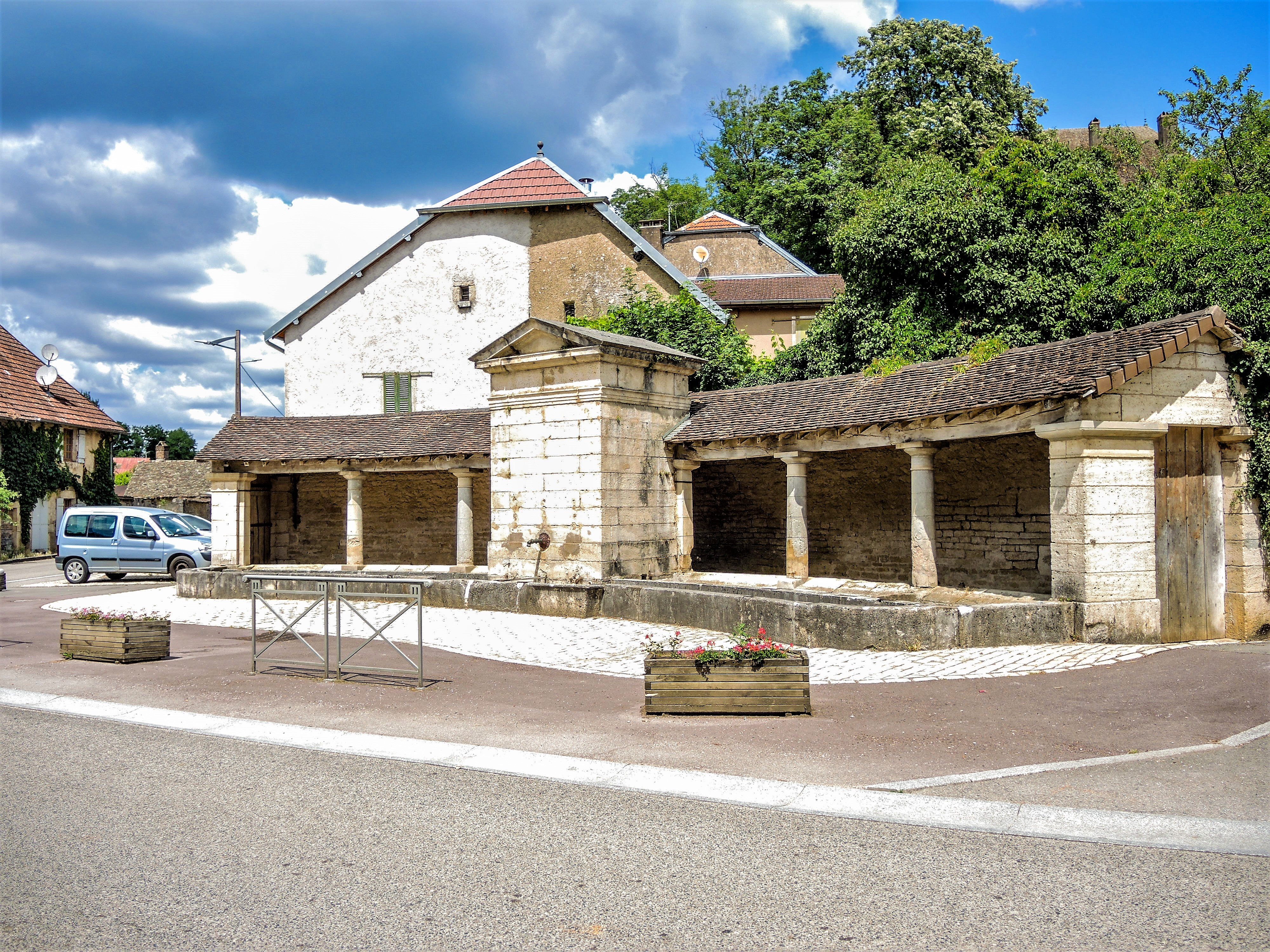
Гранд-фонтан
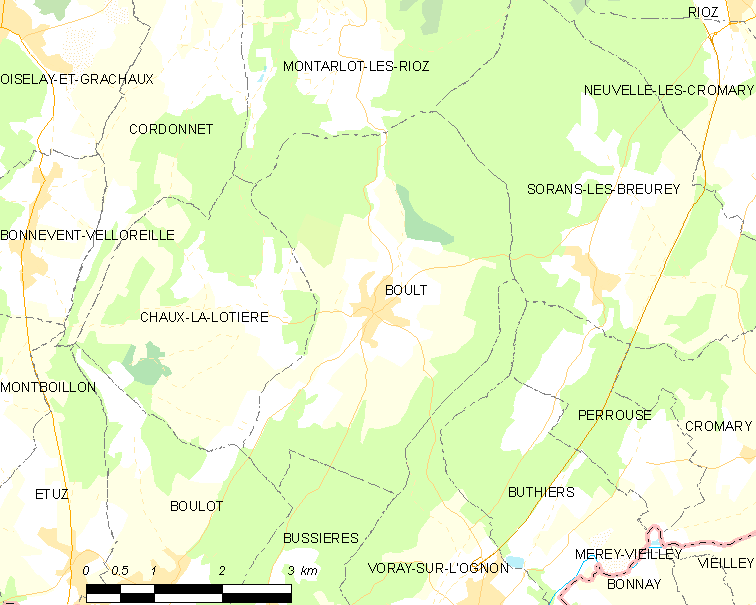
Карта коммуны